# Itō Michio

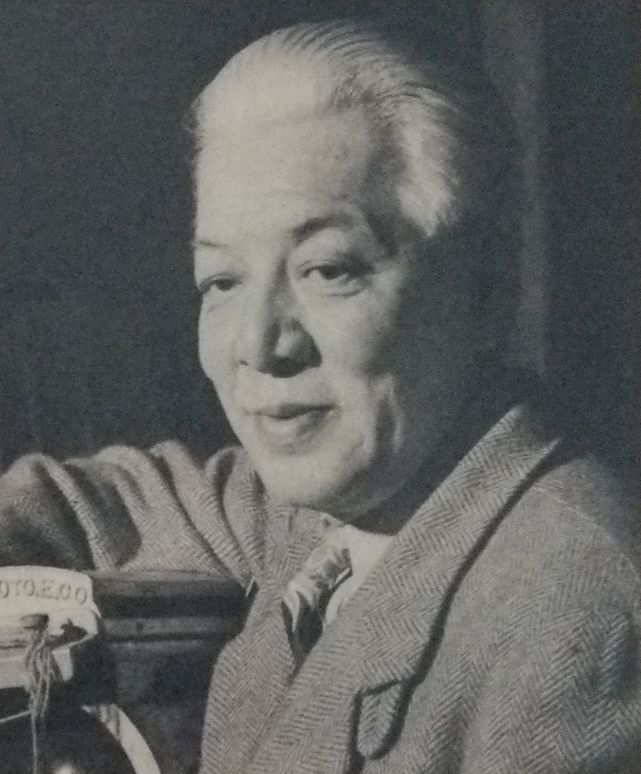
Itō Michio, 1951

Itō Michio (japanisch 伊藤 道郎 Itō Michio; * 13. April 1893 in Tokio; † 6. November 1961 ebenda) war ein japanischer Tänzer und Choreograph. Er war der älteste Sohn des Architekten und Erfinders Itō Tamekichi (1864–1943).

## Leben
Itō ging 1912 nach Europa, um Opernsänger zu werden. Unter dem Eindruck von Auftritten Isadora Duncan, Anna Pawlowa und Nijinsky beschloss er, Balletttänzer zu werden und ging 1913 an Émile Jaques-Dalcrozes Bildungsanstalt für Musik und Rhythmus in Hellerau bei Dresden. Bei Ausbruch des Ersten Weltkrieges floh er nach London. Dort erhielt er 1915 ein Engagement am Colliseum Theatre, wo er als Choreograph japanisch-europäische Tänze zur Aufführung brachte. Ezra Pound und William Butler Yeats wurden auf ihn aufmerksam und Yeats schrieb für ihn das Tanzspiel At the Hawk’s Well, das er 1916 mit Erfolg aufführte.
1916 ging Itō nach New York, wo er bis 1929 wirkte. Er begann hier bei der Company der Denishawn School of Dancing and Related Arts, für die zu der Zeit u. a. Doris Humphrey, Charles Weidman und Martha Graham auftraten. 1917 wurde er Mitglied von Adolph Bolms Ballet Intime, für das er Aufführungen im japanischen Stil choreographierte. Daneben wirkte er auch als Choreograph von kommerziellen Revuen (Pinwheel Revel) und Opernaufführungen (Carmen). In den 1920er Jahren war er anerkannter Vertreter der Modern-Dance-Bewegung in den USA.
1929 heiratete Itō die Tänzerin Hazel Wright und siedelte nach Los Angeles über, wo er Meisterklassen an der Edith Jane School of Dancing gab. Daneben arbeitete er weiterhin erfolgreich als Choreograph. Nach dem Überfall auf Pearl Harbor wurde er als "feindlicher Ausländer" inhaftiert und der Spionage beschuldigt. Im Rahmen eines Gefangenenaustausches kam er 1943 zurück nach Japan. Hier setzte ihn nach dem Krieg die amerikanische Militärverwaltung als Ballettdirektor des Ernie Pyle Theatre ein. Später eröffnete er ein eigenes Studio, wirkte weiter als Choreograph und initiierte das erste Ausbildungsprogramm für Models. 1960 erhielt er den Auftrag, die Eröffnungszeremonie für die Olympischen Sommerspiele 1964 in Tokio zu choreographieren. Sein Tod 1961 verhinderte die Umsetzung dieses Projektes.